# Île Sibiriakov
Pour les articles homonymes, voir Sibiriakov.
L'île Sibiriakov (en russe : Сибирякова Остров, Sibiriakova Ostrov), également connu sous le nom d'île Kouz'kine (Кузькин остров), est une île russe de la mer de Kara, dans le kraï de Krasnoïarsk.  Elle fait  partie de la grande réserve naturelle d'État de l'Arctique, la plus grande réserve naturelle de Russie. Des découvertes archéologiques ont aussi été faites sur cette île.

## Étymologie
Cette île a été nommée en hommage à Aleksandr Sibiriakov, un propriétaire de mines d'or de Russie et explorateur. Sibiriakov finança l'exploration de la Sibérie, comme Nordenskiöld, et prit également part à certaines expéditions.

## Géographie

### Origine
L'île a été formée au Cénozoïque, elle est une formation alluviale de l'Inesseï.

### Situation

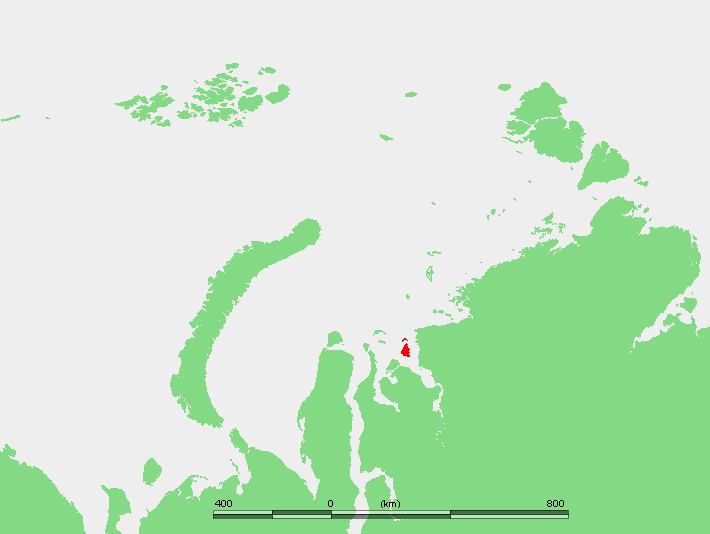
Localisation de l'île Sibiriakov en rouge sur la carte dans la mer de Kara

L'île est située à l'extrémité septentrionale du golfe de l'Ienisseï, dans la mer de Kara, à 37 km à l'ouest du mys Kuznetsovskiy, un cap de la rive droite de l'estuaire. La terre la plus proche est cependant l'île Oleni, distante de 31 km vers le sud-ouest, et dont l'île Sibiriakov est séparée par le détroit d'Ovtsyn. A l'est, l'île Sibiriakov est isolée du continent par le détroit de Vostotchny. A 12 km au large du cap le plus au nord de l'île se trouve un groupe étroit et incurvé de trois îles appelées l'île Nossok.

### Morphologie
L'île Sibiriakov couvre une superficie de 800 km2. Sa longueur est de 38 km et sa largeur maximale de 27 km. La mer qui entoure l'île Sibiriakov est couverte par la banquise en hiver et il y a de nombreuses glaces flottantes même en été. La hauteur maximale est de 50 mètres, avec .
L'île est sablonneuse ainsi que vallonnée, composée de pergélisol, et elle est recouverte de toundra arctique. Le sud et l'est de l'île possèdent des criques. L'île possède de nombreux cours d'eau dont le Glubokaïa, le plus grand, qui fait 18 km. Il y a aussi nombre de lacs sur l'île, qui sont d'origines thermokastiques.

### Faune et flore
L'île est riche en flore, elle possède des bryophytes (83 espèces), 71 espèces de lichen, 160 espèces de trachéophytes ainsi que 15 macromycètes. On y trouve des tourbières, des psammophytes en plus des prairies et des toundras.
On y trouve plus de 80 espèces aviaires comme des bernache cravants au printemps, des oies rieuses, des scolopacidae, des échassiers ainsi que d'autres oiseaux arctiques.